# 와카바야시 마나부
와카바야시 마나부(일본어: 若林 学, 1979년 6월 3일 ~ )는 일본의 전 축구 선수이다.

## 구단 경력
도치기 우바, 도치기 SC, 오미야 아르디자, 에히메 FC에서 활동하였다.